# 爱尔兰议会 (1919年—1922年)
1919年至1922年的爱尔兰议会是愛爾蘭共和國設立的一院制革命共和制立法機構，最早是由在1918年愛爾蘭大選選出的73名新芬黨國會議員組成。他們在《1918年新芬黨宣言》中拒絕承認位在西敏宮的英国议会，而是選擇在都柏林建立獨立的立法機構。經由該宣言組成的第一次國民議會，隨即在同年年初爆發愛爾蘭獨立戰爭。

## 外部連結
- Historical Dáil debatesfrom official Oireachtas website（页面存档备份，存于）.